# Do No Harm (Lost)
Do No Harm este un episod al serialului de televiziune Lost, sezonul 1.